# Schistomysis assimilis
Schistomysis assimilis är en kräftdjursart som först beskrevs av Georg Ossian Sars 1877.  Schistomysis assimilis ingår i släktet Schistomysis och familjen Mysidae. Inga underarter finns listade i Catalogue of Life.